# Bàsquet 3x3 als Jocs Europeus de 2015
Les proves de Bàsquet 3x3 als Jocs Europeus de 2015 se celebraran del 22 al 26 de juny al Basketball Arena de Bakú. Cada equip estarà compost per 4 participants, encara que només podran jugar tres a la vegada.

## Qualificació
Les 16 places disponibles per a cada torneig es repartien als quinze millors equips dels Campionats Europeus FIBA 3x3 i la nació organitzadora.
| Categoria            | Masculí | Femení |
| -------------------- | --- | --- |
| CON organitzador     | Azerbaidjan | Azerbaidjan |
| Top 15 del Campionat | Andorra · Bèlgica · Txèquia · Estònia · Grècia · Israel · Itàlia · Lituània · Romania · Rússia · Sèrbia · Eslovènia · Espanya · Suïssa · Turquia | Bèlgica · Txèquia · Grècia · Irlanda · Israel · Lituània · Països Baixos · Romania · Rússia · Eslovàquia · Eslovènia · Espanya · Suïssa · Turquia · Ucraïna |

## Medaller
| Event   | Or     | Plata   | Bronze  |
| Masculí | Rússia | Espanya | Sèrbia  |
| Femení  | Rússia | Ucraïna | Espanya |